# La Pera, Jalpa de Méndez
La Pera är en ort i Mexiko.   Den ligger i kommunen Jalpa de Méndez och delstaten Tabasco, i den sydöstra delen av landet, 600 km öster om huvudstaden Mexico City. La Pera ligger 10 meter över havet och antalet invånare är 538.
Terrängen runt La Pera är mycket platt. Runt La Pera är det ganska tätbefolkat, med 166 invånare per kvadratkilometer. Närmaste större samhälle är Comalcalco, 15,5 km nordväst om La Pera. Trakten runt La Pera består till största delen av jordbruksmark.